# Журавчак Олександр Петрович
Олекса́ндр Петро́вич «Оле́сь» Журавча́к (нар. 8 лютого 1979, Стебник, Львівська область, Українська РСР, СРСР) — український музикант-віртуоз (сопілка і народні духові інструменти), лауреат І Міжнародного конкурсу виконавців на народних інструментах (Хмельницький, 1995, ІІІ премія), Міжнародного конкурсу виконавців на народних інструментах ім. Г. Шендерьова (Владивосток, РФ, 1997, І премія), ІІ Міжнародного конкурсу виконавців на народних інструментах ім. Г. Хоткевича (Харків, 2001, ІІІ премія), І Всеукраїнського конкурсу артистів естради (Київ, 2002, ІІ премія), Міжнародного конкурсу «Music World» (Фівіццано, Італія, 2003, Гран-прі), Міжнародного фестивалю-конкурсу «Квітнева весна» (Пхеньян, Північна Корея, 2005, І премія, золотий кубок)

## Життєпис

### Освіта
Закінчив Дрогобицьке музичне училище ім. В. Барвінського (1996), Дрогобицький педагогічний університет ім. І. Я. Франка, музично-педагогічний факультет (1998), Київський національний університет культури і мистецтв (2001, клас проф. В. Турбовського), аспірантуру КНУКіМ (2004). Підготував 9 лауреатів та дипломантів Міжнародних та Всеукраїнських конкурсів сопілкарів.

### Адміністративна діяльність
- 1996—1998 — голова мистецького клубу «МІФ» при громадській організації «СІМИС» м. Стебник
- 2002 — PR-менеджер Всеукраїнського з'їзду творчої молоді
- З 2002 — Старший викладач КНУКіМ.
- 2003—2004 — перший заступник голови правління Всеукраїнської творчої спілки «Форум творчої молоді України»
- З 2006 — Директор громадської організації Центр розвитку творчості «Лілея»
- З 2007 член оргкомітету Всесвітнього Каравану «Інтеркультура» в Україні
- З 2007 продюсер мистецького фестивалю «Відчуй смак рідної мови»
- З 2007 директор продюсерської компанії «Etno Sound», з 2011 — «World Sound»
- З 2008 Директор — Генеральний продюсер Міжнародного еко-культурного фестивалю «ТРИПІЛЬСЬКЕ КОЛО»
- 2008—2010 — начальник Управління мистецтв і освіти Міністерства культури і туризму України
- 2011 — співорганізатор 67 Всесвітнього конгресу молодих есперантистів у м. Києві
- 2011 — співпродюсер Навколосвітнього каравану «Еко-культура» та Генеральний продюсер Міжнародного концертного туру «Екологія спілкування»
- З 2012 — радник з питань культури голови Світового конгресу українських молодіжних організацій діаспори
- З 2013 — представник Світового конгресу українських молодіжних організацій діаспори в Україні
- З 19.03 по 12.12. 2014[1] — заступник міністра культури України.
- З 2017 — артдиректор фестивалю Київ етно мюзік фест «Віртуози фолку»
- 2018 — автор та режисер першого інструментального мюзиклу музичного фентезі-шоу «Володарі Стихій[2]»
- 2020 — продюсер та режисер у Проект НАОНІ «Гуц and Roll»
- З 2022 — директор-розпорядник Національного оркестру народних інструментів України

#### Громадянська позиція
На відміну від Є. Нищука і більшості його команди в міністерстві культури 2014—2019 років, Олесь Журавчак критично поставився до ініційованої міністерством реформи мистецької освіти, вважаючи її нововведення такими, що «значно понижують і нівелюють державні стандарти початкової мистецької освіти».

### Педагогічна діяльність
- 1999—2000 — викладач по класу сопілки Стрітівської вищої кобзарської школи
- З 2001 викладач класу етнодухових інструментів КНУКіМ.

### Професійна творча діяльність
З 14 років на професійній сцені
- 1993—1998 р.р.- соліст фольклорно-етнографічного ансамблю «Джерела Карпат»  м. Трускавець
- З 1996 р. — розпочинається співпраця з оркестром народних інструментів Національної радіокомпанії України
- 1998—2001 р.р. — соліст ансамблю народної музики «Будьмо!»
- 1998—2001 р.р. — соліст ансамблю народної музики «Дніпро», Печерської районної адміністрації м. Києва
- З 2000 р. — початок співпраці, як артиста ансамблю ударних інструментів «ARS NOVA».
- 2003—2008 р.р. — соліст ансамблю пісні і танцю Збройних Сил України
- 2004—2008 р. — художній керівник ансамблю народної музики «ЯроСвіт» при ансамблі пісні і танцю Збройних Сил України
- 2005—2007 р. — музичний керівник етно-рок гурту «Вогнесміх»
- 2011 р. — творчий керівник гурту «FolkTon»

### Концертна діяльність
Окрім концертів по Україні був з гастрольними поїздками у 30-ти країнах світу — Росії, Білорусі, Молдові, Естонії, Узбекистані, Угорщині, Польщі, Румунії, Німеччині, Австрії, Голландії, Бельгії, Франції, Італії, республіці Кіпр, США, Норвегії, Північній Кореї, Македонії, Болгарії, Туреччині, Швеції,  Ірландії, Китаї, Японії, Швейцарії, Португалії, Іспанії, Сербії та інші.

## Творчий доробок

### Дискографія
- CD альбом ансамбль народної музики «Будьмо» 2001 р.
- CD альбом ансамбль народної музики «Дніпро», моноопера «Ті, що походять від Сонця» музика В.Павліковського 2005 р.
- CD альбом гурту «Вогнесміх» під назвою «Країна У»

Сольні CD альбоми
- «Співуча сопілка І» 2002 р.
- «Співуча сопілка ІІ» 2005 р.
- «Співуча сопілка ІІІ. Сни Карпат»

2007 р.

### Відеографія
- Відеофільм ансамблю народної музики «Будьмо» 2000 р.
- Відеофільм ансамбль народної музики «Дніпро», моноопера «Ті, що походять від Сонця» музика В.Павліковського 2007 р.

## Нагороди та відзнаки
- Стипендіат програми Українського фонду культури «Нові імена України» 1994−1996 рр.,
- Лауреат міжнародних конкурсів виконавців на народних інструментах (м. Хмельницький ’95, м. Владивосток ’97, м. Харків 2001).
- Лауреат першого всеукраїнського конкурсу артистів естради (м. Київ 2002).
- Переможець Гран-прі міжнародного конкурсу «Music World» (Італія 2003).
- Перша премія та золотий кубок міжнародного фестивалю-конкурсу «Квітнева весна» (м. Пхеньян, Північна Корея)
- Здобувач гранту Президента України молодим діячам у галузі музичного мистецтва 2006 рік
- 2011 рік, автор музики до дитячої вистави «Про курочку Рябу», Державного академічного театру ляльок, яка отримала нагороду театральної премії «Київська Пектораль» в номінації «За найкращу дитячу виставу»
- У 2011 році нагороджений спеціальною галузевою премією «Національний Олімп України» в номінації Культурна подія 2010 року, як керівник Міжнародного еко-культурного фестивалю «Трипільське коло»
- Відзнака Президента України «Золоте серце» (9 грудня 2022) — за вагомий особистий внесок у надання волонтерської допомоги та розвиток волонтерського руху, зокрема під час здійснення заходів із забезпечення оборони України, захисту безпеки населення та інтересів держави у зв'язку з військовою агресією Російської Федерації проти України та подолання її наслідків[4]